# 三尺帯

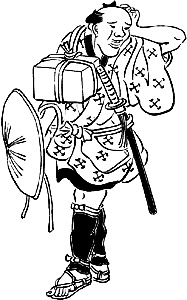
『椀久二世』（1691年）上「不断着の袖みぢかく三尺帯の前結び」

三尺帯（さんじゃくおび）は男物の帯の一種。鯨尺で三尺の長さしかないためこの名がある。略して「三尺」ともいう。
江戸時代の庶民が浴衣などを簡便に着るために用いた帯。一説に三尺手ぬぐいを折って帯に用いたのが起源ともされる。
形状は角帯のそれに倣うが、やわらかい生地（木綿などが多い）を用いて、幅細に、短く仕立てている点に特色がある。長さが三尺しかないために、通常の角帯のように手に折り返しをつくらず、一重に締め、駒結びなどで結ぶ。
体に触れる部分を最小限にし、しめつけを少なくすることで、体への負担を少なくした普段着の帯であり、そこから伝法者や勇み肌の性質をあらわすのに「三尺帯」という言葉が用いられることもある。
なお、子供用の兵児帯や、兵児帯そのものと混同されることがあるが、元来は別な帯である。